# Eupithecia explanata
Eupithecia explanata là một loài bướm đêm trong họ Geometridae.